# سیارک ۱۳۸۴۹
سیارک ۱۳۸۴۹ (به انگلیسی: 13849 Dunn، نامگذاری:1999XN86) سیزده هزار و هشتصد و چهل و نهمین سیارک کشف شده‌است که در ۷ دسامبر ۱۹۹۹ کشف شد.
قدر مطلق سیارک برابر ۱۷.۸ است.